# 茶屋ヶ坂駅
茶屋ヶ坂駅（ちゃやがさかえき）は、愛知県名古屋市千種区茶屋が坂一丁目にある、名古屋市営地下鉄名城線の駅である。駅番号はM15。アクセントカラーは黄色。

## 歴史
- 2003年（平成15年）12月13日：開業[2]。
- 2020年（令和2年）
  - 11月16日：2番線で可動式ホーム柵使用開始[3]。
  - 11月23日：1番線で可動式ホーム柵使用開始[3]。

## 駅構造
相対式ホーム2面2線をもつ地下駅。

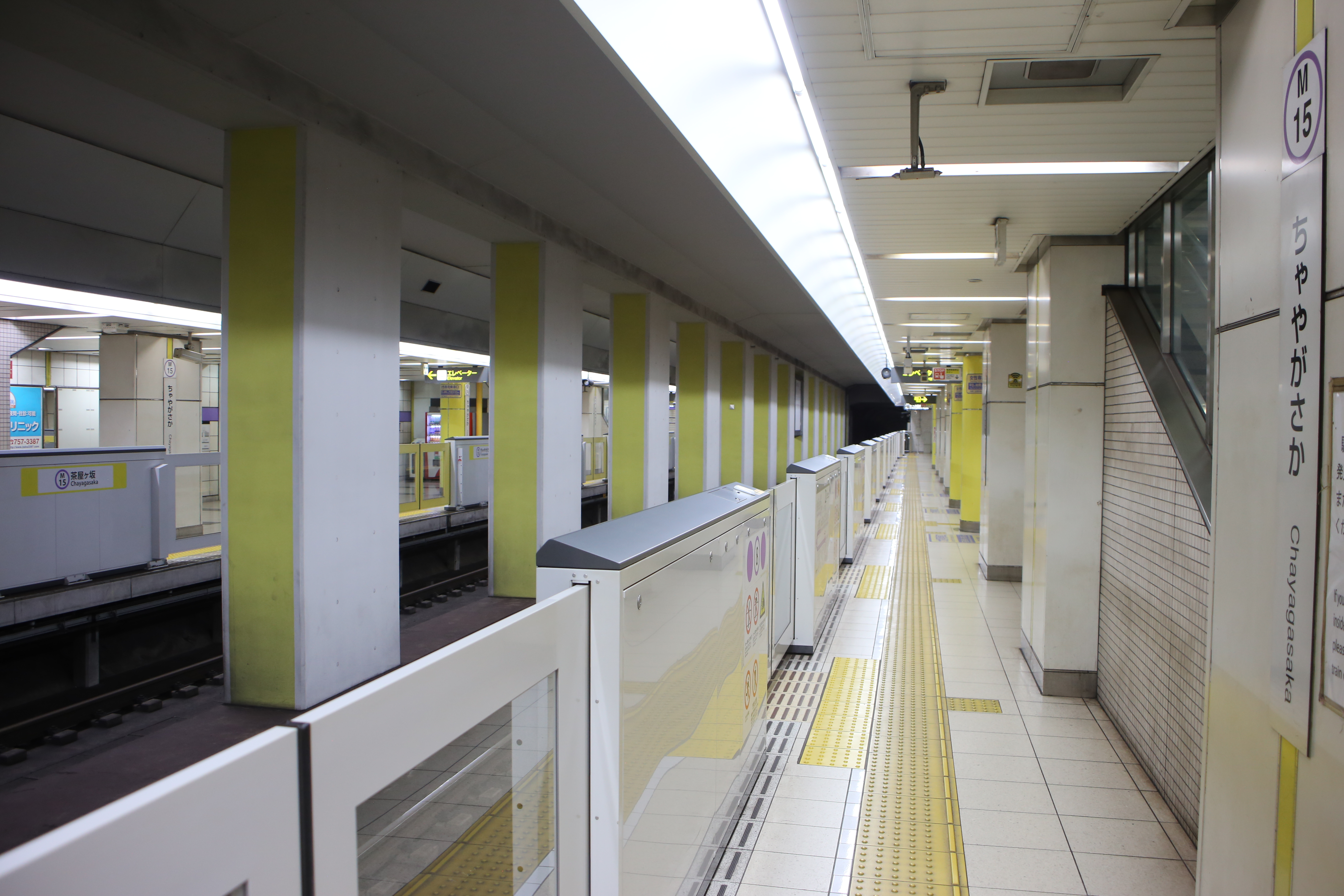
プラットホーム

当駅は、名城線北部駅務区栄管区駅が管轄している。

### のりば
| ホーム | 路線   | 方向   | 行先           |
| ------ | ------ | ------ | -------------- |
| 1      | 名城線 | 左回り | 大曽根・栄方面 |
| 2      | 名城線 | 右回り | 本山・八事方面 |

## 利用状況
名古屋市統計年鑑によると、当駅の一日平均乗車人員は以下の通り推移している。
- 2004年度 4,227人
- 2005年度 5,251人
- 2006年度 5,659人
- 2007年度 5,869人
- 2008年度 6,009人
- 2009年度 6,219人
- 2010年度 6,352人
- 2011年度 6,513人
- 2012年度 6,644人
- 2013年度 6,823人
- 2014年度 6,941人
- 2015年度 7,048人
- 2016年度 7,205人
- 2017年度 7,340人
- 2018年度 7,559人
- 2019年度 7,663人

## 駅周辺
- 出来町通（愛知県道215号田籾名古屋線）
- 茶屋ヶ坂公園
- アピタ千代田橋店
- スーパーヤマト 大幸店
- KKR 東海病院
- 上野天満宮
- 西濃運輸 大曽根支店
- コノミヤ 砂田橋店
- ホームセンターコーナン 砂田橋店
- スポーツDEPO 砂田橋店
- 大垣共立銀行 茶屋坂支店

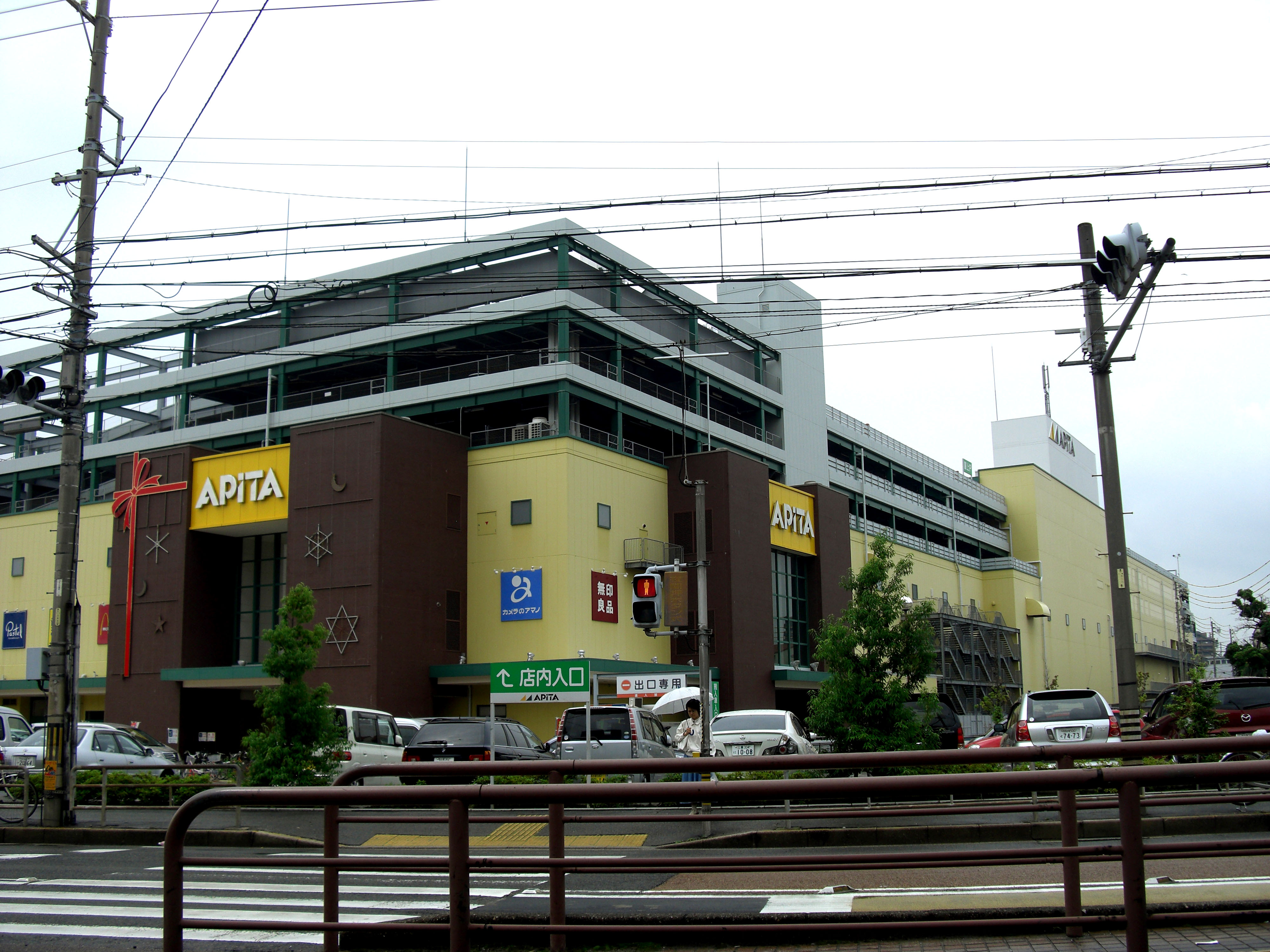
アピタ千代田橋店

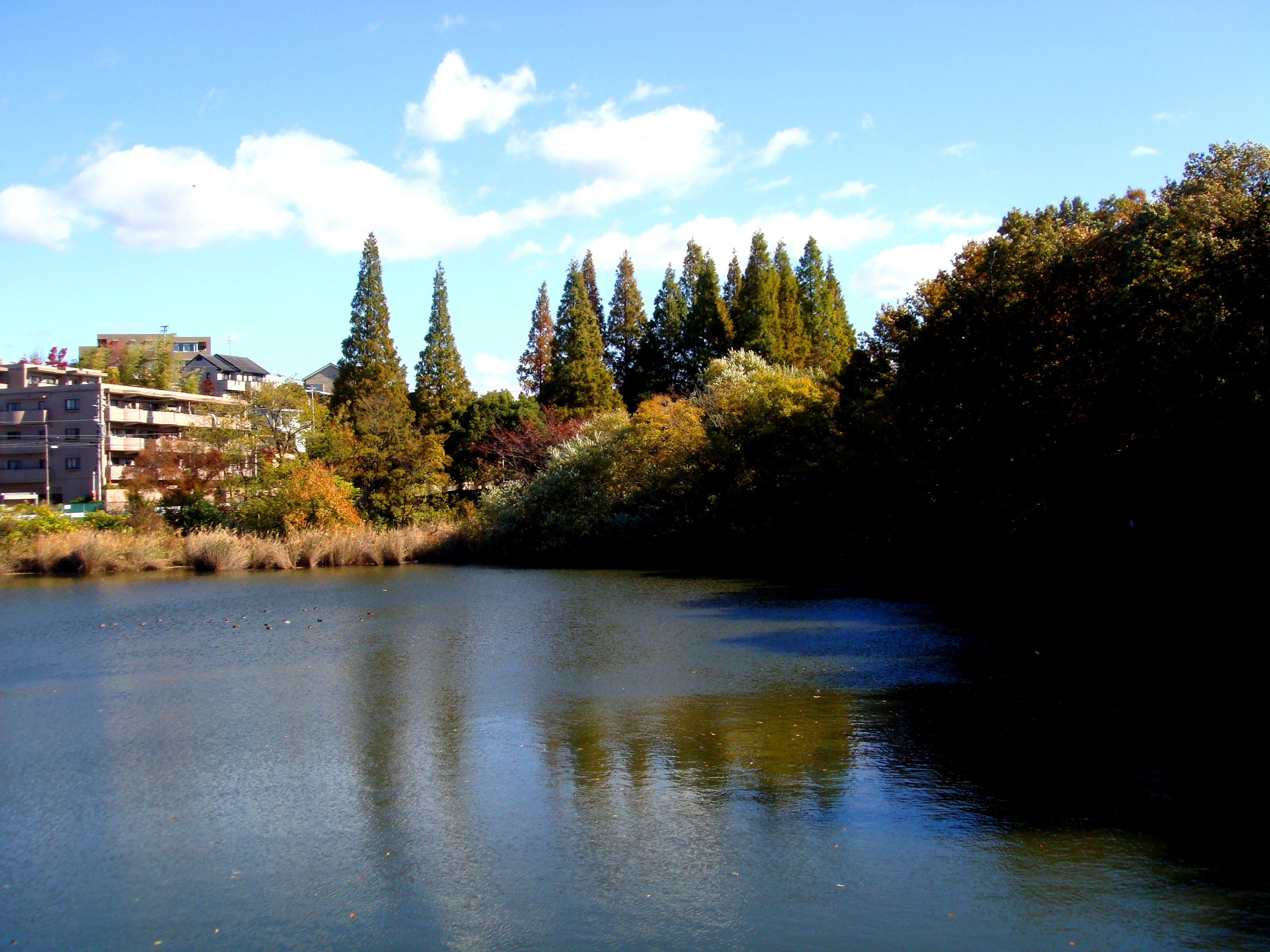
茶屋ヶ坂池

- 名古屋市立砂田橋小学校 - 砂田橋駅が最寄りだが、当駅からも近い。
- 名古屋市立千種中学校
- ファミリーマート 茶屋が坂駅前店
- セブンイレブン 名古屋茶屋が坂店

当駅は平地と丘陵地帯のほぼ境目にあり、駅のすぐ南側は丘陵地帯となっている。

## バス路線

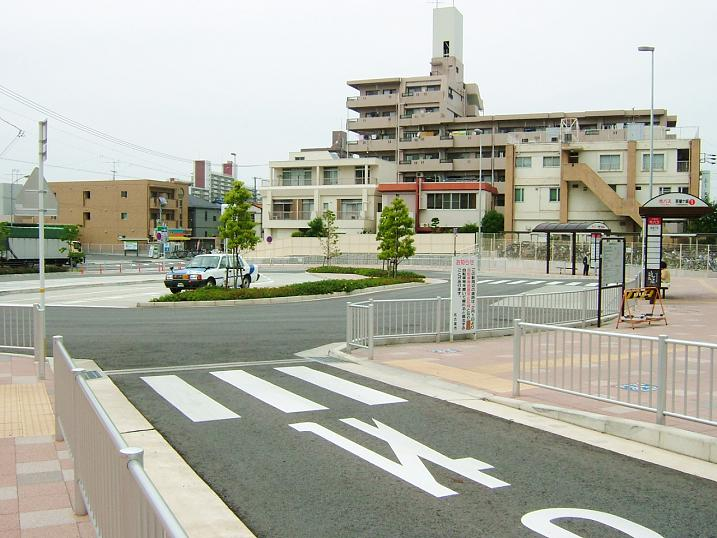
茶屋ケ坂バスターミナル

駅地上にはバスターミナルがあり、名古屋市営バスの路線バスが運行している。駅の南側の出来町通（茶屋坂通）には、名古屋市と名鉄バスで共同運行している基幹バスの専用レーンがある。

### 名古屋市営バス
- 「茶屋ケ坂」バス停（バスターミナル）
  - 茶屋11 茶屋ケ坂 - 緑ケ丘住宅
  - 茶屋12 池下 - 茶屋ケ坂 - 猪子石団地・汁谷東
  - 名駅15 名古屋駅 - 浄心町 - 黒川 - 大曽根 - 茶屋ケ坂
  - 東巡回 茶屋ケ坂 - 大曽根
- 基幹バス「茶屋ケ坂」バス停　駅南西側
  - 基幹2 名古屋駅 - 茶屋ケ坂 - 猪高車庫
  - 基幹2 栄 - 茶屋ケ坂　- 引山・四軒家

### 名鉄バス
【】は系統番号。
- 基幹バス「茶屋ヶ坂」バス停
  - 【30】〜【36】名鉄バスセンター - 茶屋ヶ坂 - 【30】三軒家・【31】藤が丘・【32】トヨタ博物館前・【33】尾張旭向ヶ丘・【34】愛知医科大学病院・【35】菱野団地・【36】瀬戸駅前

## 隣の駅
名古屋市営地下鉄
 名城線
砂田橋駅 (M14) - 茶屋ヶ坂駅 (M15) - 自由ヶ丘駅 (M16)